# 댄싱 히어로
《댄싱 히어로》(영어: Strictly Ballroom)는 1992년 개봉한 오스트레일리아의 로맨틱 코미디 영화이다.

## 줄거리
최고의 댄스스포츠 선수 스콧(폴 머큐리오 분)은 오랜 사교춤(ballroom) 파트너 리즈(지아 커리디스 분)와 삼바를 추는 중에 엄격한 무도장 규칙을 무시하고 본인이 고안한 스텝을(“not strictly ballroom”) 밟는 금기를 저지른다. 스콧은 오스트레일리아 댄싱 협회장에게 비난을 사고, 리즈에게서도 버림을 받는다.
이렇게 6살 때부터 키워온 야망이자 부모 셜리(팻 톰슨 분)와 더그(배리 오토 분)의 꿈인 환태평양 대회 우승이 물거품이 되려나 싶던 찰나에 프랜(타라 모리스 분)이 나타난다. 댄스 초보자인 프랜의 집요한 설득으로 스콧은 의욕을 되찾고, 함께 파소도블레 등을 연습하며 뻣뻣하기만 했던 프랜을 일류 댄서로 다듬어 나간다.

## 출연진
- 폴 머큐리오 - 스콧 헤이스팅스 역
- 타라 모리스 - 프랜(프란시스카) 역
- 빌 헌터 - 배리 파이프 역
- 팻 톰슨 - 셜리 헤이스팅스 역
- 지아 커리디스 - 리즈 홀트 역
- 피터 휫퍼드 - 레스 켄들 역
- 배리 오토 - 더그 헤이스팅스 역
- 존 해넌 - 켄 레일링스 역
- 크리스 매퀘이드 - 참 리치먼 역
- 스티브 그레이스 - 루크 역
- 잭 웹스터 - 테리 베스트 역
- 마이클 버지스 - 머브 랜던 역

## 기타 제작진
- 라인 제작: 제인 스콧
- 미술: 캐서린 마틴
- 의상: 앵거스 스트래시

## 우리말 녹음
SBS 성우진
- 홍시호 - 스콧 헤이스팅스 (폴 머큐리오)
- 김성희 - 프란시스카 (타라 모리스)
- 홍승옥 - 셜리 헤이스팅스 (팻 톰슨)
- 김규식 - 더그 헤이스팅스 (배리 오토)
- 김기현 - 배리 파이프 협회장 (빌 헌터)
- 탁원제 - 레스 켄들 (피터 휫퍼드)
- 윤병화 - 켄 (존 해넌)
- 송연희 - 리즈 홀트 (지아 커리디스)
- 성선녀 - 할머니
- 황윤걸 - 지코
- 유지영 - 티나
- 이재정
- 서광재

## 같이 보기
- 오스트레일리아 영화